# Главный судья Танзании
Главный судья Танзании — высший судья материковой части государства Объединённая Республика Танзания. Он назначается президентом и возглавляет Апелляционный суд Танзании.

## История
После Первой мировой войны бывшая германская колония Танганьика была передана Британской империи по Версальскому договору в 1919 году. Через год был учреждён Верховный суд и сформирована должность главного судьи. Танганьика стала независимой в 1961 году. В следующем году она провозглашена республикой.
В 1964 году Танганьика объединилась с Занзибаром в Объединённую Республику Танганьика и Занзибара, которая позднее в была переименована в Объединённую Республику Танзания. Несмотря на объединение, обе части нового государства сохранили свою судебную систему. Апелляционный суд в Танзании, имеющий юрисдикцию в отношении всего штата, был открыт в 1979 году.

## Главные судьи Танганьики
- 1920—1924: Уильям Моррис Картер[7]
- 1924—1929: Уильям Элисон Рассел[8]
- 1929—1936: Иосиф Альфред Шеридан[9]
- 1934—1936: Сидней Соломон Абрахамс[10]
- 1936—1939: Ллевин Кринсон Далтон[11]
- 1939—1945: Амвросий Генри Вебб[12]
- 1945—1951: Джордж Грэм Пол[13]
- 1951—1955: Герберт Чарльз Фахи Кокс[14]
- 1955—1960: Эдвард Джон Дэвис[15]
- 1960—1964: Ральф Уиндхэм[16]

## Главные судьи Танзании
- 1964—1965: Ральф Уиндхэм[17]
- 1965—1971: Филипп Телфорд Жорж[18]
- 1971—1977: Августин Саиди[19]
- 1977—2000: Фрэнсис Лукас Ньялали[4]
- 2000—2007 годы: Барнабас А. Саматта[20]
- 2007—2010: Аугустино Рамадхани[21]
- 2010—2017: Мохамед Чанде Отман
- С 2017 года: Ибрагим Хамис Джума[22]